# Verano del 42
Verano del 42 es una película estadounidense de 1971, dirigida por Robert Mulligan, con Jennifer O'Neill, Gary Grimes, Jerry Houser y Oliver Conant en los papeles principales. Ganó un Oscar en 1972 a la mejor música original, de Michel Legrand: The Summer Knows (Lo sabe el verano).
La película es un drama sobre el pasaje a la edad adulta y la guerra, basada en las memorias del escritor y guionista Herman Raucher. Cuenta una historia de Raucher cuando tenía catorce años, durante las vacaciones de 1942 en la isla de Nantucket, en Massachusetts, frente a las costas de Nueva Inglaterra. Narra el romance entre él y Dorothy, cuyo esposo está en el frente de batalla durante la Segunda Guerra Mundial.

## Argumento
Tres amigos pasan las vacaciones de verano en una isla frente a la costa de los Estados Unidos. La Segunda Guerra Mundial se encuentra en plena escalada, pero en ese lugar reina la tranquilidad. Mientras sus dos compañeros se interesan por las chicas de su edad y por jugar, Hermie (Gary Grimes) se enamora de una mujer joven, Dorothy (Jennifer O'Neill), casada con un piloto militar. Hermie le brinda su amistad a Dorothy mientras su esposo muere en guerra, por lo que culmina un romance entre Hermie y Dorothy.

## Antecedentes
La película fue dirigida por Robert Mulligan, y actuaban Gary Grimes como Hermie, Jerry Houser como su amigo Oscy, Oliver Conant como el amigo extraño llamado Benjie, Jennifer O'Neill como Dorothy la mujer de la cual se enamora Hermie, y Katherine Allentuck y Christopher Norris en los roles de un par de jóvenes adolescentes a las que Hermie y Oscy intentan seducir. Mulligan también le presta su voz a Hermie en sus reminiscencias como adulto. 
La película (y la novela) corresponden a memorias escritas por Herman Raucher; las mismas relatan los eventos que vivió durante un verano que pasó en la Isla Nantucket en 1942 cuando tenía catorce años. La película se pensó como un homenaje a su amigo Oscar "Oscy" Seltzer, un médico del ejército que murió en la guerra de Corea. Seltzer murió de un disparo en una batalla en Corea mientras atendía a un hombre herido en combate; esto sucedió el día del cumpleaños de Raucher, y por ese motivo desde entonces Raucher no ha celebrado su cumpleaños. Mientras escribía el guion, Raucher se dio cuenta de que, a pesar de que había crecido junto con Oscy y de que habían sido compinches durante su adolescencia, ellos nunca habían tenido una conversación sobre temas trascendentes o llegado a conocerse en un plano más personal.
Raucher decidió concentrase en la primera experiencia importante de su vida como adulto, o sea la primera vez que se enamoró. La mujer (Dorothy, al igual que el personaje de la película) estaba de vacaciones en la isla. Raucher la había conocido un día en que la ayudó a acarrear las provisiones; Raucher desarrolló una amistad con ella y su esposo y le brindó su ayuda luego de que su esposo fuera alistado para pelear en la Segunda Guerra Mundial. Raucher tuvo relaciones con ella una noche en que la había ido a visitar, y que coincide con el día en que ella es informada por el gobierno estadounidense que su esposo había fallecido. A la mañana siguiente, Raucher descubre que ella se ha ido de la isla, dejándole una carta (la que se lee al final de la película, y se encuentra transcrita en el libro). 
Raucher no volvió a ver a Dorothy sino hasta 1971. Su último encuentro, relatado en un episodio de The Mike Douglas Show, tuvo lugar luego del estreno de la película en 1971, cuando recibió una carta de ella (junto con otra docena de cartas de mujeres que afirmaban ser «su» Dorothy). Raucher reconoció la caligrafía de la Dorothy «auténtica», y ella confirmó su identidad al relatar algunos detalles que solo ella podía conocer. Ella le contó a Raucher que había vivido durante muchos años con el sentimiento de culpa de que pudiera haberlo traumatizado y arruinado su vida. Dorothy le indicó a Raucher que se alegraba de que él estuviera bien, y que era mejor para ambos no revivir el pasado.